# Пален, Пётр Петрович
Граф Пётр Петро́вич Па́лен (нем. Peter Johann Christoph Graf von der Pahlen; 1777—1864) — генерал-адъютант, генерал от кавалерии Русской императорской армии, участник войн против Наполеона 1805—1815 годов, русско-турецкой войны 1828—1829 годов и польской кампании 1831 года. Член Государственного и Военного советов (1834), генерал-инспектор кавалерии (1845), председатель Комитета о раненых (1853). В 1835—1851 годах — чрезвычайный и полномочный посол России во Франции. Брат Павла и Фёдора Паленов.

## Биография

### Ранние годы
Второй сын барона Петра Алексеевича Палена, Пётр Пален родился 31 августа 1777 года на юге Курляндии в родовом имении Кауцмюнде. Про его образование в армейском аттестате сказано: «по-русски, немецки и французски читать и писать умеет, арифметику, геометрию, тригонометрию, историю и географию знает».
В 12 лет, 25 марта 1790 года, зачислен в лейб-гвардии Конный полк вахмистром, а 1 января 1792 года произведён в армейские капитаны с назначением в Оренбургский драгунский полк. В следующем году, 18 августа 1793 года, назначен обер-провиантмейстером премьер-майорского ранга с зачислением по провиантскому ведомству.
В течение следующих четырёх лет Пален переменил четыре полка. 28 июня 1794 года переведён в Московский карабинерный, 26 апреля 1796 года — в Нижегородский драгунский, в рядах которого принял участие в осаде и взятии Дербента, 19 ноября 1797 года — в лейб-Кирасирский Его Величества, и, наконец, 28 сентября 1798 года переведён на вакансию в лейб-гвардии Конный полк с производством в подполковники гвардии. Уже через две недели, 10 октября, произведён в полковники. 22 февраля 1799 года вслед за отцом пожалован в графское достоинство.
14 августа 1800 года Пётр Пален был уволен от службы, но уже через месяц, 9 сентября, принят обратно тем же чином и с назначением адъютантом к своему отцу, командовавшему в это время армией у Брест-Литовска. 18 сентября 1800 года 23-летний полковник произведён в генерал-майоры с назначением шефом Каргопольского драгунского полка, а через полгода, 20 марта 1801 года, назначен шефом Сумского гусарского полка.
2 ноября 1804 года испросил отпуск, а 2 марта 1805 года уволен за границу «до излечения болезни». Вернулся на службу в том же году.

### Наполеоновские войны
4 ноября 1805 года выступил с полком в поход, продолжавшийся до марта следующего года, но участия в боевых действиях не принимал.
В кампании 1806 года выступил в поход 17 октября. Будучи назначенным командовать кавалерией авангарда русской армии, участвовал в сражениях 13 декабря при Лопацине, 14 декабря при Пултуске, 15 декабря при Макуве. В кампанию 1807 года участвовал 13 января в сражении при Морунгене, 26 января при отступлении от Ландсберга, 27 января в сражении при Прейсиш-Эйлау, 20—22 февраля при Лаунау, 24—26 мая при Гуттштадте и преследовании неприятеля до реки Пассарге. 27 мая прикрывал отход армии за реку Алле. 29 мая участвовал в сражении при Гейльсберге и 2 июня при Фридланде.
19 января 1807 года награждён орденом Святого Георгия 4-го класса «в воздаяние отличного мужества и храбрости, оказанной 13 декабря при м. Лопачине и 14 при Голомине против французских войск», а 8 апреля того же года удостоен ордена Святого Георгия 3-го класса «в воздаяние отличнаго мужества и храбрости, оказанных в сражении против французских войск 26-го и 27-го января при Прейсиш-Эйлау».
20 марта 1810 года получил в командование 3-ю кавалерийскую дивизию, а в 1812 году — 3-й резервный кавалерийский корпус.
С началом Отечественной войны 1812 года Пален 19 июня участвовал в сражении при местечке Козяны. 15 июля с арьергардом удерживал неприятеля у Витебска, прикрывая отход армии Барклая де Толли. А. П. Ермолов, упоминая об этом деле, вспоминал:

Глаза мои не отрывались от авангарда и славного графа Палена. Отдаляющаяся армия, вверив ему своё спокойствие, не могла оградить его силами, неприятелю соразмерными, но поколебать мужество его ничто не в состоянии; я скажу с Горацием: «Если разрушится вселенная, в развалинах своих погребёт его неустрашённым». До пятого часу продолжалось сражение с равным упорством и арьергард отошел на другую сторону города, оставя неприятеля удивлённого порядком.
16 июля участвовал в сражении у д. Агапоновщины, 23 июля при Поречье и 31 июля при местечке Рудне. 10 августа 1812 года за отличие в деле у Витебска произведён в генерал-лейтенанты (со старшинством с 15 июля). В августе из-за болезни был вынужден покинуть армию.
1 января 1813 года Пален получил под команду летучий корпус в авангарде главных сил русской армии, с которым принял участие в Заграничном походе. 19 января занял Ружаны, 20 января — Пултуск и 27 января участвовал в занятии Варшавы. В феврале-марте руководил срытием укреплений Праги и в осаде Модлина, 9 мая в сражении при Бауцене, 10 мая при Рейхенбахе, 11 мая прикрывал отход армии от Гёрлица к Лаубану, 12 мая в боях при Лаубане, 13 мая при Лёвенберге, где получил ранение в голову.
С августа 1813 года командовал авангардом колонны графа Витгенштейна в составе Силезской армии. Участвовал в боях 6 августа при Хиршберге, 13 августа при Лейбнице, 27 августа при Дона, 2 сентября при Ноллендорфе, 3 сентября при Геллендорфе, 27 сентября у д. Гёсниц и взятии Альтенбурга, 28 сентября в боях при Борна. 2 октября принял участие в сражении с неприятельской кавалерией под Лейпцигом, и 4—7 октября в Битве народов, где получил контузию в голову и плечо. 11 октября участвовал в бою при Буттельштедте, а после — в преследовании неприятеля до Рейна, через который переправился 22 декабря. 26 декабря занял Саверн, 28 декабря блокировал крепость Фальсбур.
6 января 1814 года Пален выступил на соединение с главными силами Силезской армии. 17 января участвовал в сражении при Бриенне, 18 января прикрывал отступление армии к д. Тран. 26 января участвовал во взятии Мери, 28—29 января в преследовании неприятеля до Ножана и 30 января в его взятии, 4 февраля в сражении при Мормане, 5—6 февраля прикрывал отступление армии до Ножана. 8 февраля участвовал в бою при Мери, 9 февраля у д. Ромийи, 15 февраля при Бар-сюр-Обе, 17 февраля при Вильнёв-Мегриньи, 19 февраля при Ла-Брюсселе, 20 февраля при взятии Труа.
2 марта переправился через Сену у Пон-сюр-Сен, 4—6 марта участвовал в боях при Сен-Мартене и д. Лешель, 8—9 марта в сражении при Арси-сюр-Обе, 13 марта при Фер-Шампенуазе, где разбил части маршала Мортье. 18 марта первым из всех союзных войск вступил в Париж, за что на следующий день награждён орденом Святого Георгия 2-го класса. После окончания кампании вернулся в Россию.
20 марта 1815 года назначен командиром 3-го резервного кавалерийского корпуса, с которым с 28 июня по 18 сентября находился в походе во Францию. 3 сентября назначен командиром 4-го резервного кавалерийского корпуса. 1 марта 1816 года уволен в отпуск «до излечения болезни». 12 марта 1823 года по прошению уволен от службы.

### Служба при Николае I
В 1827 году Пётр Петрович Пален вернулся на службу и 11 ноября назначен командиром 1-го пехотного корпуса. 6 декабря того же года произведён в генералы от кавалерии и пожалован в генерал-адъютанты Его Величества. 19 января 1829 года назначен командиром находящегося на театре военных действий против турок 2-го пехотного корпуса, к которому в Бухарест прибыл 27 февраля. После переправы через Дунай у Калараша подошёл к Силистрии, где 11, 16 и 23 мая участвовал в отражении вылазок турецкого гарнизона крепости. 29 мая выдвинулся к Шумле, 30 мая принял участие в сражении при Кулевче, 31 мая преследовал неприятеля до крепости Праводы, после чего расположился у Шумлы. 5 июля выступил к р. Камчик, после перехода через Балканы участвовал в наступлении на Карабунар, Сливно, Ямбол, и во взятии Адрианополя. 8 августа выдвинулся к Визе, который занял 25 августа, после чего вернулся к Адрианополю.
22 сентября 1829 года вновь назначен командиром 1-го пехотного корпуса. 25 октября 1829 года за отличие в прошедшую кампанию пожалован шефом Сумского гусарского полка.
С началом кампании против польских восставших 25 января 1831 года прибыл с корпусом к Тыкоцину. 6 (18) февраля участвовал в бою между Калушином и Миньском-Мазовецком, 7 (19) февраля при хуторе Вавер, 13 (25) февраля при Грохуве, 14 (26) апреля при Миньске-Мазовецком, 22 апреля в усиленной рекогносцировке к Зимноводам, 1 (13) мая в бою между Калушином и Енджеювом, 13 (25) мая у деревни Якац-Стара, 14 (26) мая при Остроленке. 25-26 августа участвовал в штурме Варшавы, после чего выдвинулся к Модлину. В сентябре преследовал повстанцев через Сохачев, Гомбин и Коваль к Вроцлавеку, через Липно и Рыпин к прусской границе, вытеснив неприятеля из пределов Российской империи. После окончания кампании перешёл с корпусом на зимние квартиры в Плоцк.
С 8 ноября 1831 года по 28 сентября 1832 года генерал Пален находился в заграничном отпуске. 26 января 1834 года отчислен от должности командира корпуса и 31 января назначен членом Государственного совета, а 21 февраля также и членом Военного совета. Во время бракосочетания великой княжны Марии Николаевны и герцога Лейхтенбергского 2 июля 1839 года граф Пален был удостоен чести держать венец над женихом.
12 марта 1835 года граф Пален назначен чрезвычайным и полномочным послом во Францию (с оставлением членом Государственного и Военного советов), вступил в должность 7 октября. Император Николай I писал по поводу этого назначения:

Это человек, которого выбрал я сам, он будет проводить дипломатию, как я это мыслю, в духе лояльной военной политики; я признателен ему за то, что он уступил моим настояниям и принял этот пост.
Это был период охлаждения русско-французских отношений, и графу Палену приходилось отстаивать честь России, как в случае с пьесой, оскорбительной по своему содержанию для русского правительства, запрета которой пришлось добиваться послу. 30 октября 1841 года граф Пален был отозван в Россию, после чего в Париж не возвращался. Должность его исправлял советник посольства Н. Д. Киселёв, а сам Пален, лето проводил в Карлсбаде и в своих курляндских поместьях, а зиму в Петербурге, рядовым членом Государственного совета, в котором «совершенно безмолвствовал, зная плохо русский язык и а еще хуже дело». Уволен от должности посла 8 апреля 1851 года.
26 февраля 1847 года назначен генерал-инспектором кавалерии и шефом кирасирского Военного ордена полка. 30 марта 1849 года зачислен в списки лейб-гвардии Конного полка. 6 февраля 1853 года назначен председателем Комитета, Высочайше учреждённого в 18-й день августа 1814 года (Комитета о раненых), занимал этот пост до 22 января 1862 года. 25 марта 1863 года пожалован шефом 5-го резервного эскадрона лейб-гвардии Конного полка.
Умер граф Пален 19 апреля 1864 года в Санкт-Петербурге, похоронен в своём имении Гросс-Экау (Бауский уезд Курляндской губернии). П. А. Валуев записал в своём дневнике:

Сегодня скончался граф Пётр Пален, ветеран наших генералов, полвека с непомраченною честью носившей на себе отблеск славы 1812, 1813 и 1814 годов. Он долго умирал и много страдал перед смертью.

## Награды
Российской империи:
- орден Святой Анны 4-й (3-й) степени (6 августа 1798)
- орден Святого Иоанна Иерусалимского (1800)
- орден Святого Георгия 4-й степени (29 января 1807)
- орден Святого Георгия 3-й степени (8 апреля 1807)
- орден Святой Анны 1-й степени (1 декабря 1807)
- золотая шпага, украшенная алмазами (20 мая 1808)
- алмазные знаки к ордену Святой Анны 1-й степени (27 сентября 1813)
- орден Святого Александра Невского (8 октября 1813)
- орден Святого Георгия 2-й степени (19 марта 1814)
- алмазные знаки к ордену Святого Александра Невского (26 мая 1814)
- медаль «В память Отечественной войны 1812 года» (1814)
- орден Святого Владимира 2-й степени (29 сентября 1814)
- медаль «За взятие Парижа» (19 марта 1826)
- орден Святого Владимира 1-й степени (9 июня 1829)
- медаль «За турецкую войну» (1 октября 1829)
- орден Белого орла (3 марта 1831)
- орден Святого апостола Андрея Первозванного (21 сентября 1831)
- медаль «За взятие приступом Варшавы» (1832)
- знак отличия за военное достоинство 1-й степени (1832)
- знак отличия беспорочной службы за XXXV лет (22 августа 1837)
- знак отличия беспорочной службы за XL лет (22 августа 1842)
- знак отличия беспорочной службы за XLV лет (22 августа 1844)
- алмазные знаки к ордену Святого апостола Андрея Первозванного (20 апреля 1845)
- знак отличия беспорочной службы за L лет (22 августа 1850)
- мечи к ордену Святого апостола Андрея Первозванного «по праву присоединения» (5 августа 1855)[8]
- портрет императора, украшенный алмазами, для ношения в петлице (17 мая 1855)
- знак отличия беспорочной службы за LV лет (22 августа 1856)

Иностранных государств:
- Орден Красного орла (королевство Пруссия, 1807)[9]
- Военный орден Марии Терезии 3-й степени (Австрия, 1813)
- Орден Чёрного орла (королевство Пруссия, 20 июня 1840)